# FA Charity Shield 1987
Lo FA Charity Shield 1987, noto in italiano anche come Supercoppa d'Inghilterra 1987, è stata la 65ª edizione della Supercoppa d'Inghilterra.
Si è svolto il 1º agosto 1987 al Wembley Stadium di Londra tra l'Everton, vincitore della First Division 1986-1987, e il Coventry City, vincitore della FA Cup 1986-1987.
A conquistare il titolo è stato l'Everton che ha vinto per 1-0 con rete di Wayne Clarke.

## Partecipanti
| Squadre       | Qualificazione                           | Partecipazioni precedenti (il grassetto indica la vittoria) |
| ------------- | ---------------------------------------- | ----------------------------------------------------------- |
| Everton       | Vincitore della First Division 1986-1987 | 9 (1928, 1932, 1933, 1963, 1966, 1970, 1984, 1985, 1986)    |
| Coventry City | Vincitore della FA Cup 1986-1987         | Nessuna                                                     |

## Tabellino
| Londra 1º agosto 1987                    | Everton   | 1 – 0 referto | Coventry City | Wembley Stadium (88.000 spett.) |
| \| \| \| \| \| Clarke \| Marcatori \| \| |           |               |               |                                 |
|                                          |           |               |               |                                 |
| Clarke                                   | Marcatori |               |               |                                 |

### Formazioni
| Everton:      |    |                 |  |          |
|               |    |                 |  |          |
| P             | 1  | Bobby Mimms     |  |          |
| D             | 2  | Alan Harper     |  |          |
| D             | 4  | Kevin Ratcliffe |  |          |
| D             | 5  | Dave Watson     |  |          |
| D             | 3  | Paul Power      |  |          |
| C             | 7  | Trevor Steven   |  |          |
| C             | 6  | Peter Reid      |  |          |
| C             | 10 | Adrian Heath    |  |          |
| C             | 11 | Kevin Sheedy    |  | Uscita   |
| A             | 8  | Wayne Clarke    |  |          |
| A             | 9  | Graeme Sharp    |  |          |
| Sostituzioni: |    |                 |  |          |
| D             |    | Neil Pointon    |  | Ingresso |
| Allenatore:   |    |                 |  |          |
| Colin Harvey  |    |                 |  |          |

| Coventry City: |    |                 |  |          |
|                |    |                 |  |          |
| P              | 1  | Steve Ogrizovic |  |          |
| D              | 2  | David Phillips  |  |          |
| D              | 5  | Brian Kilcline  |  |          |
| D              | 6  | Trevor Peake    |  |          |
| D              | 3  | Greg Downs      |  |          |
| C              | 7  | Dave Bennett    |  |          |
| C              | 4  | Lloyd McGrath   |  | Uscita   |
| C              | 8  | Micky Gynn      |  | Uscita   |
| C              | 11 | Nick Pickering  |  |          |
| A              | 9  | David Speedie   |  |          |
| A              | 10 | Keith Houchen   |  |          |
| Sostituzioni:  |    |                 |  |          |
| C              |    | Steve Sedgley   |  | Ingresso |
| D              |    | Brian Borrows   |  | Ingresso |
| Allenatore:    |    |                 |  |          |
| John Sillett   |    |                 |  |          |